# Táppénz
A táppénz a betegség szociális kockázatát enyhítő biztosítási típusú, azaz kizárólag a biztosítottaknak járó, havi rendszerességű, jövedelemarányos pénzbeli ellátás, mely a jövedelemkiesését hivatott pótolni a keresőképtelenség időtartama alatt.
A táppénz hatályos magyar szabályozását a kötelező egészségbiztosítás ellátásairól szóló 1997. évi LXXXIII. törvény és a végrehajtásáról szóló 217/1997. (XII. 1.) kormányrendelet tartalmazza.

## Jogosultság
A táppénz annak jár, aki a keresőképtelensége bekövetkezésekor biztosított volt vagy a biztosítás megszűnése utáni első, második vagy harmadik napon vált keresőképtelenné.
A jogosultság három konjunktív feltétele tehát:
- a biztosítotti jogviszony
- a keresőképtelenség ténye, illetve ennek orvosi igazolása
- a pénzbeli egészségbiztosítási járulék megfizetése.[1][2]

A jogosultsági feltételek fennállása esetén sem jár a táppénz, ha nincsen jövedelemkiesés, amelyet az egészségbiztosítási ellátásnak kellene pótolnia, azaz nem jár táppénz:
- a keresőképtelenségnek arra a tartamára, amelyre a jogosult a teljes keresetét megkapja.

## Igénylése
A táppénz iránti igényt
- foglalkoztatott esetén szóban vagy írásban a foglalkoztatónál,
- ha munkáltató jogutód nélkül megszűnt, a lakóhely szerint illetékes egészségbiztosítási pénztárnál,
- egyéni vállalkozó esetén írásban[3] a telephelye szerint illetékes megyei egészségbiztosítási pénztárnál kell bejelenteni.[4]

Táppénzt visszamenőleg legfeljebb 6 hónapra lehet igényelni, azaz az ellátást legkorábban az igénybejelentés napját megelőző 6. hónap első napjától lehet megállapítani.

## Összege
A táppénz alapja a naptári napi átlagkereset. A napi átlagkereset megállapítása során külön-külön kell figyelembe venni a rendszeres jövedelem és a nem rendszeres jövedelem naptári napi átlagát.
A táppénz összege a jövedelem napi átlagának 50%-a, illetve 60%-a – attól függően, hogy a biztosított milyen hosszú előzetes, folyamatos biztosítási jogviszonnyal rendelkezik a keresőképtelenség bekövetkezésekor, illetve hogy fekvőbeteg-intézeti ápolás idejére történik-e a táppénz folyósítása. A táppénz mértéke akkor lesz a magasabb 60%-ban megállapítva, ha a biztosított legalább 2 éves, folyamatos biztosítási jogviszonnyal rendelkezett és nem fekvőbeteg-intézeti ápolás idejére folyósítják neki a táppénzt.
A táppénzből a jogszabály szerint (adókedvezményeket figyelembe véve) számított személyi jövedelemadó-előleget a folyósító szerv levonja. A terhességi-gyermekágyi segély után egészségbiztosítási járulékot nem kell fizetni.

## Folyósítása
A táppénz iránti igényt
- a társadalombiztosítási kifizetőhellyel rendelkező munkáltató esetében a kifizetőhely,
- egyéb esetben a foglalkoztató székhelye, telephelye szerint illetékes egészségbiztosítási pénztár bírálja el és folyósítja.

A táppénzt havonta utólag folyósítják az igénylő kérelme szerint postai úton vagy bankszámlára utalással. A kifizetőhely a bérfizetési napon, az egészségbiztosítási pénztár pedig a tárgyhónapot követő hó 10. napjáig folyósít.

## Választás a különböző ellátások között
A jogszabályi feltételek fennállása esetén az ellátás igénylésekor figyelemmel kell lenni arra, hogy amennyiben ugyanazon biztosítási jogviszony alapján egyidejűleg
- terhességi-gyermekágyi segélyre,
- táppénzre vagy baleseti táppénzre,
- gyermekgondozási támogatásra (gyermekgondozási segély és gyermeknevelési támogatás), illetve
- gyermekgondozási díjra

is fennáll a jogosultság, az igénylő – választása szerint – csak az egyik ellátást veheti igénybe.
A közös háztartásban élő gyermek után a szülők választása szerint csak az egyik szülő jogosult táppénzre, gyermekgondozási díjra.
Arra azonban lehetőség van, hogy a felsorolt ellátások között a biztosított a folyósítás során is válasszon. Az egyik ellátás folyósítása alatt választott újabb ellátást a választás napjától – a korábban folyósított ellátás folyósításának megszüntetésével – lehet megállapítani és folyósítani.

## Statisztika
| Év   | A táppénzre jogosultak száma (fő=esetszám) | Táppénzkiadás (ezer Ft) | A gyermekápolási táppénzkiadás összege (ezer Ft) | A baleseti (ÜB+F) táppénzkiadás összege (ezer Ft) |
| ---- | ------------------------------------------ | ----------------------- | ------------------------------------------------ | ------------------------------------------------- |
| 2006 | 3 523 100                                  | 93 879 488              | 3 188 582                                        | 6 741 845                                         |
| 2007 | 3 520 100                                  | 91 411 692              | 3 079 409                                        | 6 289 328                                         |
| 2008 | 3 478 000                                  | 97 860 149              | 3 480 909                                        | 6 892 171                                         |
| 2009 | 3 412 713                                  | 101 570 914             | 3 602 471                                        | 6 846 177                                         |
| 2010 | 3 472 860                                  | 74 138 324              | 2 691 405                                        | 7 064 420                                         |
| 2011 | 3 511 070                                  | 60 500 647              | 2 505 292                                        | 6 167 385                                         |